# 汪舰
汪舰（1974年—），男，汉族，中共预备党员，现任清华大学药学院教授、博士生导师。

## 生平
1997年毕业于安徽师范大学获学士学位，毕业后进入中科院感光化学研究所从事研究工作。2003年在美国德州大学达拉斯分校获硕士学位，2007年在美国新墨西哥大学获博士学位。2007年至2009年，在美国斯克里普斯研究所从事博士后研究。2009年至2012年，在新加坡国立大学化学系任助理教授。2012年回国全职加入清华大学，现任清华大学药学院长聘教授、博士生导师。
主要从事药学、合成化学、生物学信息综合指导下的疾病探索和药物研发的研究工作，在Science，Nature Communications等国际期刊发表论文100余篇。研究成果曾获湖北省自然科学二等奖。先后入选中组部国家青年千人计划、科技部中青年创新科技人才、国家万人计划领军人才等国家级人才专项。